# Nosferatu: The Wrath of Malachi
Nosferatu: The Wrath of Malachi est un jeu vidéo de type survival horror et tir à la première personne développé par Idol FX et édité par iGames Publishing, sorti en 2003 sur Windows.

## Accueil
- Jeuxvideo.com : 10/20[1]